# Rooms Katholiek Ziekenhuis (Groningen)

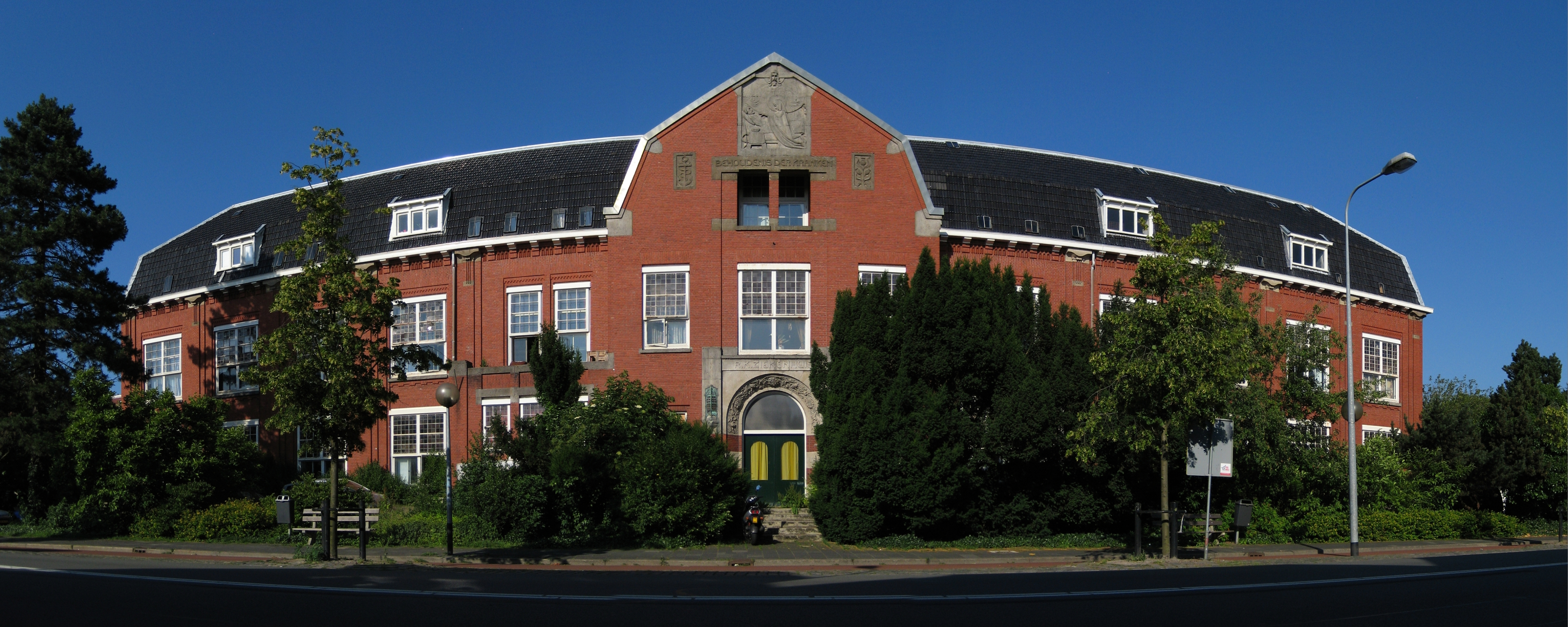
Het hoofdgebouw van het Oude RKZ in 2009. Het pand is gebouwd in 1923 en werd ontworpen door de Groninger architect A.Th. van Elmpt (1866-1953). Het is een gemeentelijk monument.

Het Rooms Katholiek Ziekenhuis, in Groningen bekend als RKZ, is een voormalig katholiek ziekenhuis in de stad Groningen.
Het stond eerst aan Oude Sint Jansstraat, sedert 1897. Sindsdien was de verpleging in handen van de Zusters van Liefde van Onze Lieve Vrouw, Moeder van Barmhartigheid, beter bekend als de Zusters van Tilburg. Op 25 maart 1925 werd in Helpman het nieuwe RKZ aan de Verlengde Hereweg geopend. De volgende jaren is het gebouw flink uitgebreid. In de jaren 1970 besloot men om nieuw te bouwen, er was geen ruimte meer. In mei 1979 is het nieuwe RKZ aan de Van Swietenlaan in gebruik genomen.
Het RKZ is in 1991 gefuseerd met het Diakonessenhuis onder de naam Martini Ziekenhuis. 

## Huidige situatie
Het oude gebouw aan de Verlengde Hereweg, tegenwoordig bekend als "Oude RKZ" of "ORKZ", is thans een gelegaliseerd kraakpand. Het pand kwam leeg te staan nadat het RKZ vertrok naar het nieuw complex in Corpus den Hoorn.

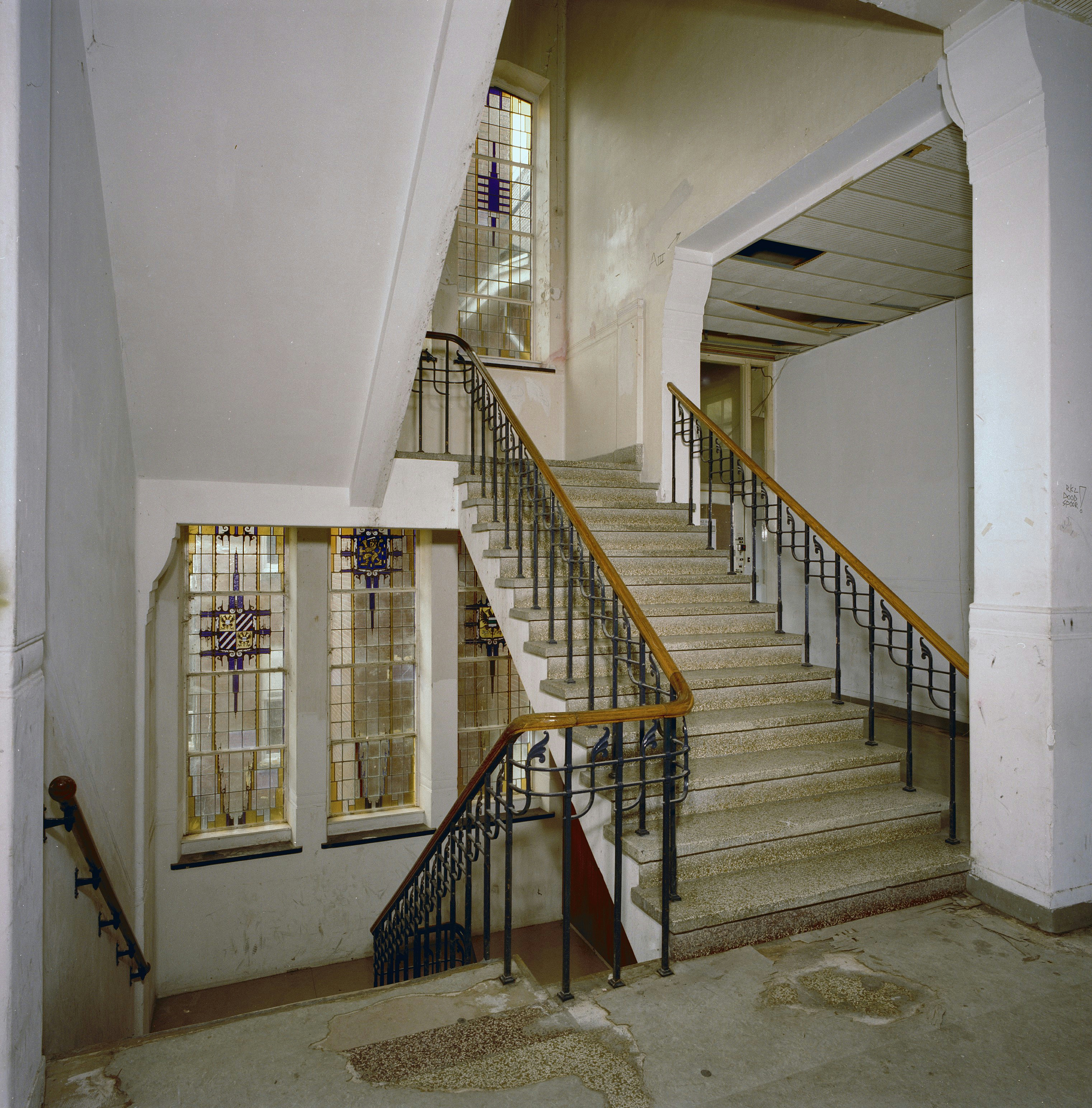
Trappenhuis in het ORKZ (1993)

Nadat het RKZ uit het pand trok, werd het door de gemeente genomineerd voor de sloop. Op de locatie zouden luxe koopwoningen gebouwd worden. De Nederlandse kraakbeweging vierde destijds hoogtij, en het duurde dan ook slechts een paar maanden tot onder meer de Kraak Organisatie Groningen (KOG; een samenwerkingsverband van onder andere de Groninger Studentenbond, Vera en de Pacifistisch Socialistische Partij) en de minder politiek georiënteerde Praktiese Kraakgroep Groningen (PKG) op 3 september 1979 het pand bezetten. Daarmee gold het als het grootste kraakcomplex van Nederland.
In 1985 werd de kraak gelegaliseerd, aanvankelijk als experiment voor vijf jaar, en werd het beheer van het pand door de gemeente overgedragen aan de bewoners. Tegenwoordig wonen er zo'n 250 mensen, van wie sommigen ook op het terrein hun werk uitvoeren (in ateliers, oefenruimtes, werkplaatsen e.d.). Ook zijn er in het ORKZ een bioscoop (de 'RKZBios), expositieruimte, een dagcafé, een klein theater, een eethuis, een kroeg, een concertzaal, een weggeefwinkeltje en een biologisch winkeltje gevestigd.